# Finał Pucharu Polski w piłce nożnej 1985
Finał Pucharu Polski w piłce nożnej 1985 – mecz piłkarski kończący rozgrywki Pucharu Polski 1984/1985 oraz mający na celu wyłonienie triumfatora tych rozgrywek, który został rozegrany 26 czerwca 1985 na Stadionie Wojska Polskiego w Warszawie, pomiędzy Widzewem Łódź a GKS-em Katowice. Trofeum po raz 1. wywalczył Widzew Łódź, który uzyskał tym samym prawo gry w Pucharze Zdobywców Pucharów 1985/1986.

## Droga do finału
| Widzew Łódź | Widzew Łódź             | Widzew Łódź | Runda        | GKS Katowice | GKS Katowice    | GKS Katowice |
| Data        | Przeciwnik              | Wynik       | Runda        | Data         | Przeciwnik      | Wynik        |
| ----------- | ----------------------- | ----------- | ------------ | ------------ | --------------- | ------------ |
| 05.09.1984  | Jadowniczanka Jadowniki | 7:1         | IV runda     | 05.09.1984   | Chemik Police   | 1:0          |
| 21.11.1984  | Piast Nowa Ruda         | 3:0         | V runda      | 21.11.1984   | Broń Radom      | 1:0          |
| 03.03.1985  | Lech Poznań             | 0:0         | Ćwierćłfinał | 03.03.1985   | Igloopol Dębica | 2:2          |
| 13.03.1985  | Lech Poznań             | 3:1         | Ćwierćłfinał | 13.03.1985   | Igloopol Dębica | 2:0          |
| 03.04.1985  | Górnik Zabrze           | 3:0         | Półfinał     | 03.04.1985   | Bałtyk Gdynia   | 1:0          |
| 12.06.1985  | Górnik Zabrze           | 1:3         | Półfinał     | 12.06.1985   | Bałtyk Gdynia   | 1:2          |

## Tło
W finale rozgrywek zmierzyły się ze sobą GKS Katowice oraz Widzew Łódź. Drużyna trenera Bronisława Waligóry miała powetować sobie niepowodzenie po tym, jak 23 czerwca 1985 roku w ostatniej, 30. kolejce ekstraklasy 1984/1985, w meczu wyjazdowym przegrał 1:2 z Górnikiem Zabrze w wyniku czego stracił szansę na mistrzostwo i zakończył rozgrywki ligowe na 3. miejscu.

## Mecz

### Przebieg meczu
Mecz odbył się 26 czerwca 1985 roku na Stadionie Wojska Polskiego w Warszawie. Sędzią głównym spotkania był Andrzej Libich. Według komentatora TVP, Dariusza Szpakowskiego mecz nie był zbyt emocjonujący. Mimo okazji do strzelenia gola ze strony obu drużyn: Jerzego Leszczyka z Widzewa Łódź oraz Zbigniewa Krzyżosia z GKS Katowice, zarówno czas regulaminowy, jak i dogrywka nie przyniosły rozstrzygnięcia, w związku z czym konieczne było rozegranie serii rzutów karnych, w których lepsza okazała się drużyna trenera Bronisława Waligóry, a decydującego gola w niej zdobył najlepszy zawodnik meczu, bramkarz Henryk Bolesta.

### Szczegóły meczu
| 26 czerwca 1985 17:00          | Widzew Łódź | 0:0 k. 3:1Raport | GKS Katowice | Stadion Wojska Polskiego, Warszawa Widzów: 10 000 Sędzia: Andrzej Libich (Warszawa) |
|                                |             |                  |              |                                                                                     |
|                                |             | Rzuty karne      |              |                                                                                     |
| Wójcicki · Myśliński · Bolesta |             | Biegun           |              |                                                                                     |

| Widzew Łódź:       |  |                          |  |     |
|                    |  |                          |  |     |
| BR                 |  | Henryk Bolesta           |  |     |
| OB                 |  | Kazimierz Przybyś        |  |     |
| OB                 |  | Roman Wójcicki           |  |     |
| OB                 |  | Marek Dziuba             |  | 92' |
| PO                 |  | Krzysztof Kamiński       |  |     |
| PO                 |  | Mirosław Myśliński       |  |     |
| PO                 |  | Marek Podsiadło          |  |     |
| PO                 |  | Tadeusz Świątek          |  | 53' |
| NA                 |  | Jerzy Leszczyk           |  |     |
| NA                 |  | Dariusz Dziekanowski     |  |     |
| NA                 |  | Włodzimierz Smolarek     |  |     |
| Zmiany:            |  |                          |  |     |
| NA                 |  | Mirosław Kuniczuk        |  | 92' |
| OB                 |  | Mieczysław Kasperkiewicz |  | 53' |
| Trener:            |  |                          |  |     |
| Bronisław Waligóra |  |                          |  |     |

| GKS Katowice:       |  |                     |              |     |
|                     |  |                     |              |     |
| BR                  |  | Franciszek Sput     |              |     |
| OB                  |  | Marek Matys         |              |     |
| OB                  |  | Piotr Piekarczyk    |              |     |
| OB                  |  | Krzysztof Zając     | Żółta kartka |     |
| OB                  |  | Jerzy Kapias        |              |     |
| PO                  |  | Wiktor Morcinek     |              | 75' |
| PO                  |  | Zbigniew Krzyżoś    |              |     |
| PO                  |  | Józef Łuczak        |              |     |
| NA                  |  | Krzysztof Rzeszutek |              | 64' |
| NA                  |  | Marek Biegun        |              |     |
| NA                  |  | Jan Furtok          |              |     |
| Zmiany:             |  |                     |              |     |
| PO                  |  | Marian Chmaj        |              | 64' |
| PO                  |  | Krzysztof Hetmański |              | 75' |
| Trener:             |  |                     |              |     |
| Zdzisław Podedworny |  |                     |              |     |

| Puchar Polski w piłce nożnej 1984/1985 Zwycięzcy |
| ------------------------------------------------ |
| Widzew Łódź 1. Tytuł                             |